# Adolphe Tanquerey
Adolphe Tanquerey, né le 1er mai 1854 à Blainville-sur-Mer, mort le 21 février 1932 à Aix-en-Provence, est un prêtre catholique sulpicien français, professeur de droit canonique et de théologie dogmatique, auteur de travaux de spiritualité.

## Biographie
Tanquerey commence ses études au collège de Saint-Lô puis et les poursuit à partir de 1873 au grand séminaire de Coutances, jusqu’en 1875, où il entre séminaire de Saint-Sulpice de Paris. Après deux années d’études à Rome, il obtient son diplôme de docteur en théologie en 1878 au Collegium Divi Thomae (Université pontificale Saint-Thomas-d'Aquin, Angelicum). Ayant reçu le sacerdoce la même année, il devient membre de la Communauté de Saint-Sulpice.
Il est ensuite professeur de théologie dogmatique et occupé divers postes. Il enseigne la théologie morale au séminaire et université Sainte-Marie de Baltimore (États-Unis) de 1887 à 1902 ; il en brièvement le vice-recteur en 1903 avant d'être rappelé en France. Pendant cette période, il rédige le Synopsis theologiae dogmaticae et le Synopsis theologiae moralis et pastoralis, manuels de théologie morale couramment utilisés dans l'Église catholique au cours de la première moitié du XXe siècle. Il est nommé vice-recteur du séminaire de Saint-Sulpice en 1907. 
Il devient ensuite le supérieur de la « solitude » d’Issy-les-Moulineaux, centre de formation de la communauté de Saint§Sulpice, où il a écrit son œuvre la plus célèbre, le Précis de théologie ascétique et mystique, d’abord publié en 1924 et plusieurs fois réédité. Traduit en plusieurs langues, ce recueil de théologie ascétique et mystique connaît une grande diffusion. Il y décrit les écoles d’ascétisme depuis les Pères de l'Église jusqu’à l’école d’Alphonse de Liguori, mettant l'accent sur l’école française de spiritualité. Ayant acquis une notoriété particulière, c’est à l'époque le plus utilisé dans plusieurs séminaires catholiques et la lecture en est recommandée à leurs membres par de nombreux auteurs spirituels, ordres religieux et congrégations.
En 1927, il se retire à Aix-en-Provence, où il se consacre à la révision de manuels et à l’écriture de brochures sur la vie spirituelle.

## Publications (sélection)
- Synopsis theologiae dogmaticae, 3 vol., Tornaci, Desclee, Lefebvre et Soc., 1901
- Synopsis theologiae moralis et pastoralis, 3 vol., Paris, Desclée, Lefebvre, 1905
- De Virtute Justitiae, 1905
- Précis de théologie ascétique et mystique, Paris, Desclée et Cie, 1924 (également publié en anglais : The Spiritual Life: A Treatise on Ascetical and Mystical Theology, 1930)